# Катаракта
Катара́кта (від лат. cataracta — «водоспад», немедичне застаріле - полу́да) — офтальмологічне захворювання, пов'язане з помутнінням кришталика ока, яке спричинює різні ступені розладу зору.
Катаракта часто розвивається повільно і може уражати одне або обидва ока. До проявів відносять збліднення кольорів, розмитість зору та / або двоїння в очах (диплопія), тощо. 
Катаракта здатна призвести до ускладнень з керуванням транспортним засобом, читанням та розпізнаванням людей. Поганий зір, спричинений катарактою, також може загрожувати ушкодженнями, мимовільним падінням та депресією. Катаракта призводить до 51% усіх випадків сліпоти, та 33% порушень зору в усьому світі.
Близько 20 млн людей на Землі є сліпими через катаракту. Для прикладу, це відбувається приблизно у 5% випадків сліпоти в Сполучених Штатах Америки і майже 60% випадків сліпоти в деяких регіонах Африки та Південної Америки. Сліпота від катаракти виникає приблизно у 10-40 випадках на 100 000 дітей у країнах, які розвиваються, і в 1-4 випадках на 100 000 дітей в економічно розвинених країнах. З віком катаракта стає все більш поширеною. Наприклад у США, катаракта виявляється у 68% людей старше 80 років.Вона частіше утворюється у жінок, рідше у латиноамериканців і темношкірих людей.
Чинниками ризику є: тривале лікування кортикостероїдами, куріння тютюну, довге перебування під сонячним світлом і надмірне вживання алкоголю. Призвідником захворювання є накопичення згустків білка або жовто-коричневого пігменту в кришталику, що зменшує потрапляння світла на сітківку в задній частині ока. Діагноз встановлюється шляхом очного огляду.

## Поширення
У всьому світі катаракта спричинює помірну або важку інвалідність у 53,8 млн (2004) осіб, 52,2 млн з яких, проживають у країнах з низьким і середнім рівнем доходу.
У багатьох країнах хірургічні послуги є недостатніми, а катаракта залишається основною причиною сліпоти. Навіть там, де доступні хірургічні послуги, слабкий зір, пов’язаний з катарактою, все ще може бути поширеним через тривале очікування та перешкоди для операції, як-от їхня вартість, відсутність докладних відомостей та транспортні перешкоди. 

Роки життя з поправкою на інвалідність для катаракти на 100 000 жителів станом на 2004 рік: світло-жовтий <90, темно-червоний >990.

Для прикладу, у Сполучених Штатах вікові зміни кришталика було засвідчено у 42% людей, віком від 52 до 64 років, у 60% осіб — віком від 65 до 74 років і у 91% віком — від 75 до 85 років. Катаракта уражає майже 22 млн американців від 40 років і старше. До 80 років більше половини всіх американців мають катаракту. Прямі медичні витрати на лікування катаракти оцінюються в 6,8 мільярдів доларів на рік.
У східному Середземноморському регіоні катаракта є причиною понад 51% випадків сліпоти. Доступ до офтальмологічних послуг у багатьох країнах цього регіону обмежений. Катаракта спричинює 5–20% випадків дитячої сліпоти у світі.

## Запобігання
Носіння сонцезахисних окулярів і крислатого капелюха, вживання листових овочів і фруктів та відмова від куріння можуть зменшити загрозу появи катаракти або уповільнити її розвиток. Постійне здорове харчування, яке, як зазначено вище, передбачає фрукти, овочі, а також жирну рибу та цільні зерна, може допомогти знизити ризик виникнення катаракти. Прояви захворювання на початку можна полегшити за допомогою окулярів. Якщо це не допомагає, операція з видалення помутнілого кришталика та заміни його штучним кришталиком є єдиним дієвим на сьогодні (2000-і) способом лікування. Операція з видалення катаракти недоступна в багатьох країнах і вона взагалі потрібна лише якщо спричинює перешкоди та загалом приводить до покращення якості життя.

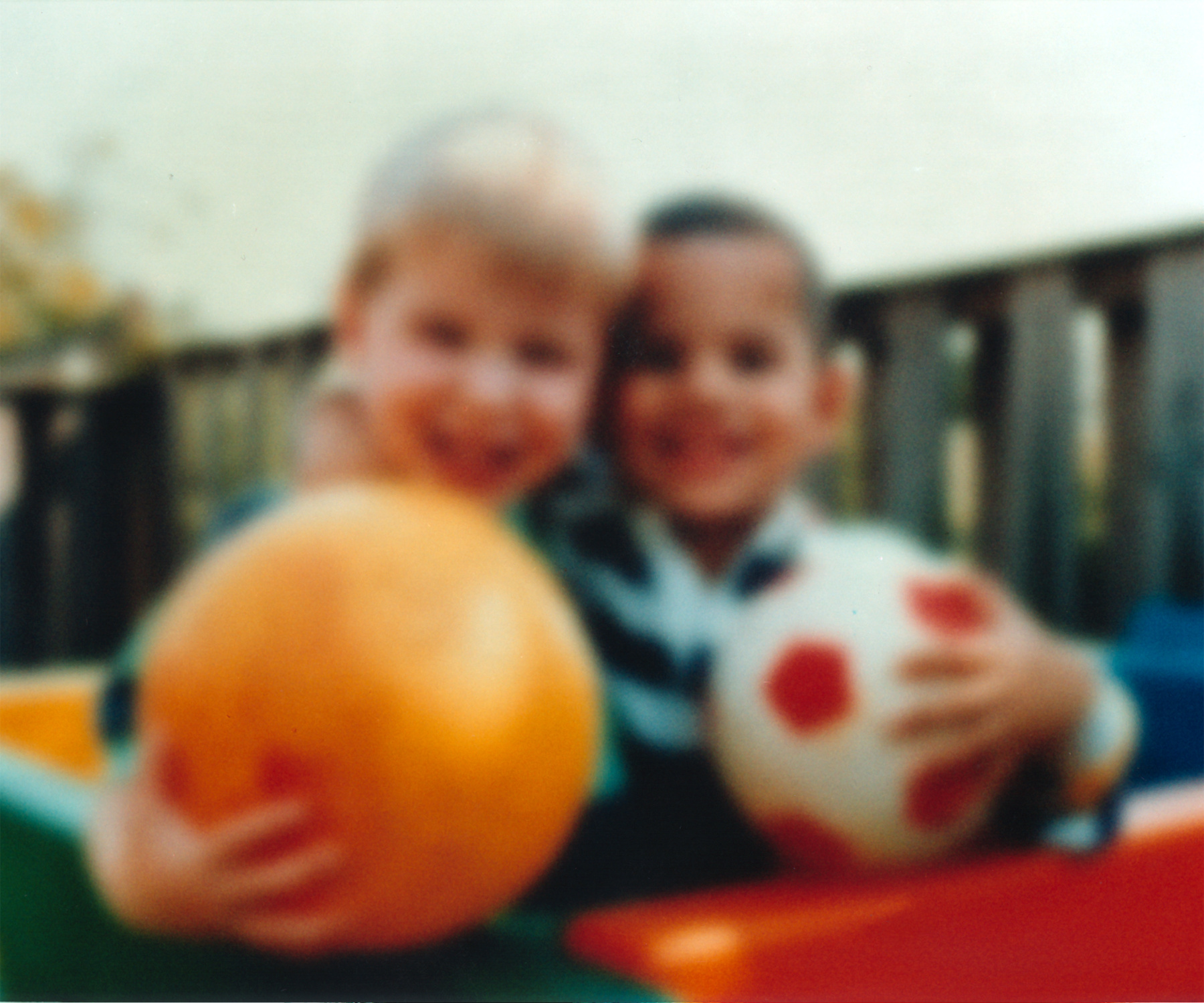
Зір з наявністю катаракти

З призвідниками захворювання, як-от вплив ультрафіолетового випромінювання (відомо, що УФ-випромінювання підвищує ризик як катаракти, так і вікової макулодистрофії ВМД) та куріння, можна боротися. Хоча жодних засобів запобігання катаракті науково не доведено, носіння сонцезахисних окулярів, які затримують ультрафіолетове світло, здатне уповільнити її розвиток (зокрема, це можуть бути поляризовані сонцезахисні окуляри, фотохроматичні лінзи та контактні лінзи, котрі обмежують ультрафіолет, щоби запобігти пошкодженню очей). Хоча достатнє споживання вітамінів A, C і E, омега-3 жирних кислот спроможне захистити від ризику катаракти, клінічні випробування не показали користі від харчових добавок, та й докази щодо очікуваного захисного впливу від каротиноїдів, лютеїну і зеаксантину неоднозначні та слабко обнадійливі.
Навіть якщо у когось немає ознак захворювання, можна спланувати огляд очей через деякі проміжки часу, особливо після віку сорока років. Звичайні відвідування дозволяють лікарю виявити перші ознаки катаракти, глаукоми, дегенерації жовтої плями та інших розладів зору. Це означає, що можна розпочати раннє втручання та краще владнати питання зі здоров’ям очей і зором загалом.
Низка недавніх (2021) досліджень у Великобританії показали, що існує значна відповідність між помірним споживанням червоного вина та зниженою ймовірністю катаракти. Дослідження довели, що люди, які випивали близько 6,5 склянок червоного вина на тиждень, були менш сприйнятливі до катаракти та пов’язаних із нею наслідків. Важливо відзначити, що коли рівень споживання червоного вина перевищував таку кількість, це не мало значнішої дії, а інші алкогольні напої взагалі не впливали так, як червоне вино. Науковці, котрі досліджують вплив червоного вина на виникнення та перебіг катаракти, вважають, що антиоксиданти в червоному вині діють як запобіжний засіб проти цієї хвороби.

## Причини
Більшість лікарів погоджуються, що катаракта неминуча, але є заходи, які можуть затримати її виникнення та розвиток, а отже й потребу хірургічного втручання. Багатовікове прислів’я «Краще запобігти, ніж лікувати» стосується катаракти так само, як і будь-якої іншої хвороби.
Катаракта може розвинутися під впливом зовнішніх чинників, наприклад, під дією радіації або через вплив деяких захворювань, зокрема цукрового діабету. Як зазначено вище, переважно катаракта виникає внаслідок природного процесу старіння, що призводить до помутніння кришталика ока, згодом розмитості зору та часто чутливості до яскравого світла.  

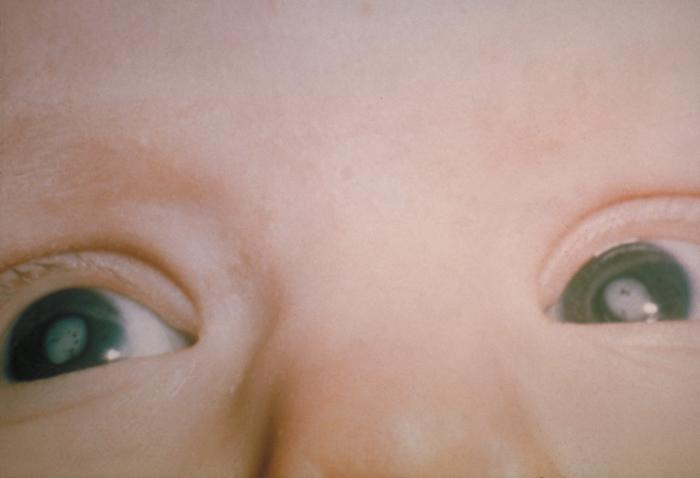
Катаракта у дитини після зараження краснухою під час вагітності.

Фізично помутніння кришталика зумовлене денатурацією білків, котрі входять до складу цього органу, через погіршення активності шаперона кристаліна, призначеного відновлювати структуру цих білків.
Підвищення цукру в крові також призводить до утворення катаракти. Насправді середній вік, у якому хворі на цукровий діабет із поганим підтриманням рівня цукру страждають від катаракти, набагато нижчий, ніж у середньому стосовно всього населення. Отже, життєво важливо забезпечити правильне дотримання глікемії. Водночас високий рівень цукру в крові також призводить до передбачувано небезпечного для зору стану, який називається діабетичною ретинопатією, коли на світлочутливій сітківці утворюються нові кровоносні судини. Такі нові кровоносні судини мають схильність пропускати рідину та кров, що призводить до набряку сітківки та крововиливів.
Травматична катаракта не має вікової прив'язаності, тобто нівечення ока в будь-якому віці може призвести до утворення та розвитку катаракти. Тож важливо уникати пошкоджень очей, дотримуючись відповідних попереджувальних заходів. Найважливішим є використання захисних окулярів, зокрема пластикових окулярів та щитків, щоби запобігти ушкодженням очей у небезпечних становищах під час роботи чи розваг.
Стероїди є очікувано життєво потрібними ліками, але їх невибіркове та нестримне використання призводить до кількох подальших ускладнень. Для прикладу в Індії, навіть аптекарі призначають стероїди, попри їхній шкідливий вплив на очі. Також загалом люди схильні до самолікування. Стероїди варто приймати лише за порадою лікаря та під суворим наглядом. Насправді ж можна обговорити з власним лікарем можливість використання стероїдних препаратів для лікування певної хвороби.

### Генетика

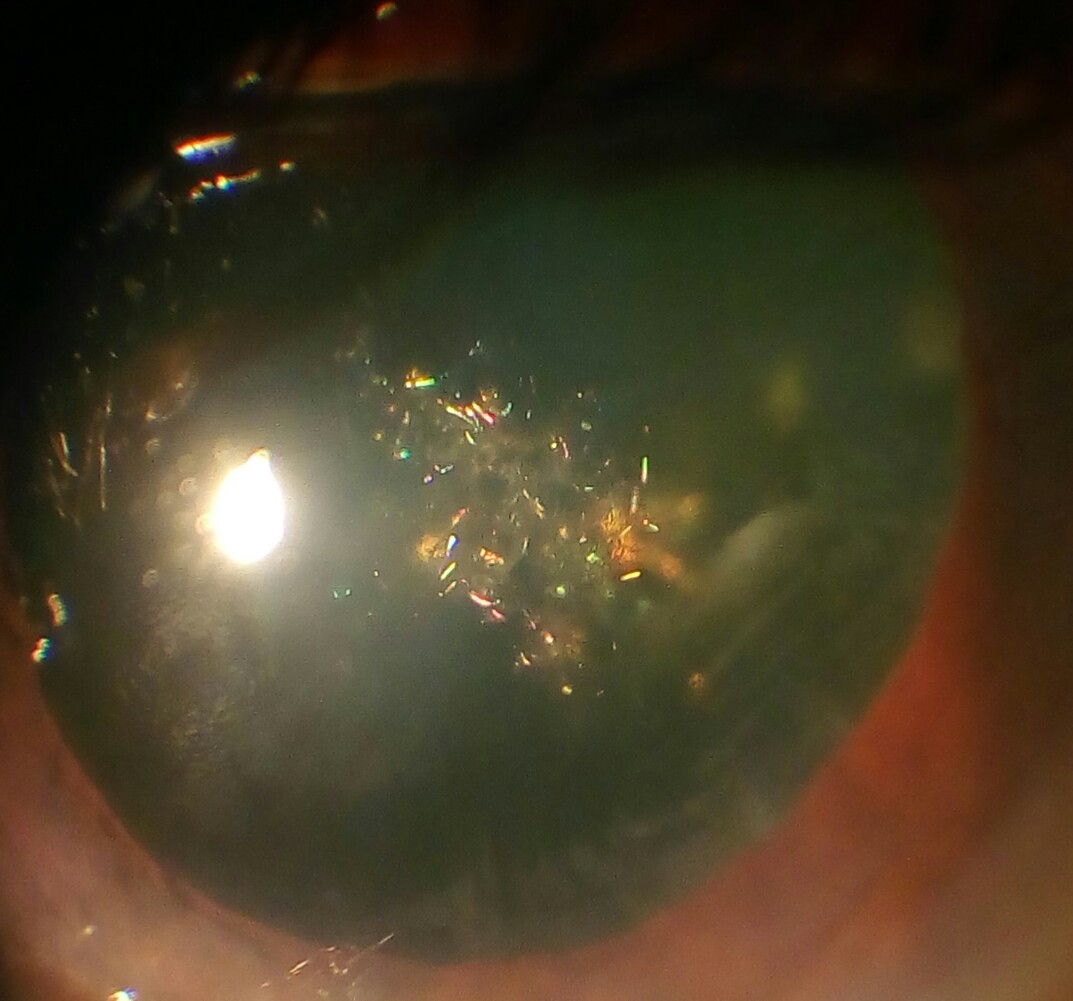
Катаракта ялинки (розсіяне освітлення)

Генетичний чинник має велике значення щодо розвитку катаракти, найчастіше через механізми, які захищають і підтримують кришталик. Наявність катаракти в дитинстві або ранньому віці іноді може бути наслідком певного синдрому. Прикладами хромосомних аномалій, пов’язаних з катарактою, є синдром делеції 1q21.1, синдром cri-du-chat, синдром Дауна, синдром Патау, трисомія 18 (синдром Едвардса) і синдром Тернера, а у разі нейрофіброматозу типу 2 — може бути відзначена ювенільна катаракта з одного чи обидвох боків. Прикладами моногенного розладу є синдром Альпорта, синдром Конраді, церебро-сухожильний ксантоматоз, міотонічна дистрофія та окулоцереброренальний синдром або синдром Лоу.

## Клінічні прояви
- поступове зниження зору з віком;
- значне погіршення сутінкового та нічного зору;
- погіршення зору при яскравому сонячному чи природному освітленні внаслідок появи «сяйва» навколо джерела світла;
- зниження здатності розрізняти кольори;
- потреба частої зміни окулярів;
- складнощі з читанням.

## Лікування
Загалом втрата зору від катаракти цілком не може бути виправлена окулярами й це може почати 

Зріла катаракта у чоловіка 55 років.

заважати повсякденній діяльності людини, тож лікар обговорює ризики та переваги операції з видалення катаракти й імплантації інтраокулярної лінзи. 
Дещо сповільнити збільшення катаракти можна за допомогою очних крапель на основі N-ацетилкарнозину.
Виправленням є операція, коли вставляють штучний полімер (операція триває 15 хвилин), але хвороба все одно повністю не лікується.
Сучасний спосіб видалення катаракти називається факоемульсифікацією. Суть методу полягає в тому, що за допомогою ультразвуку кришталик перетворюється на емульсію, яка потім видаляється з ока спеціальним зондом. На місце видаленого кришталика імплантується штучний кришталик.

### Докладніше
Доцільність операції залежить від певних функціональних і зорових потреб людини та інших чинників ризику. Видалення катаракти можна проводити на будь-якій стадії та більше не вимагає дозрівання кришталика. Хірургічне втручання здебільшого амбулаторне і зазвичай проводиться під місцевою анестезією. Приблизно 9 із 10 пацієнтів можуть досягти скоригованого зору 20/40 або краще після такої операції.

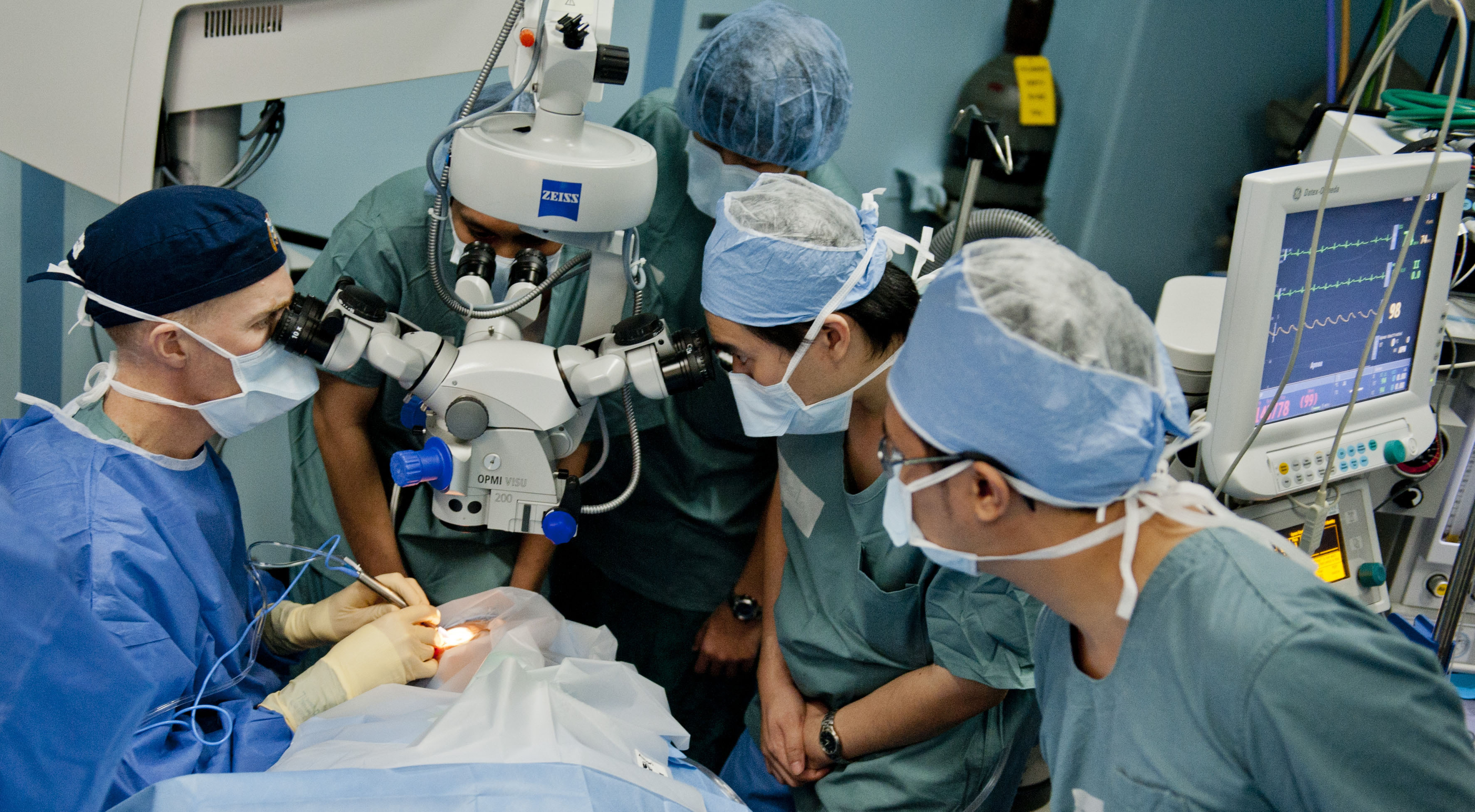
Хірургія катаракти з використанням скроневого зонда для факоемульсифікації (у правій руці) та «подрібнювача» (у лівій руці) виконується під операційним мікроскопом.

Кілька нещодавніх оцінювань показали, що операція з видалення катаракти може виправдати очікування лише тоді, коли перед операцією існують значні функціональні порушення внаслідок катаракти. Було виявлено, що дослідження зорових функцій, як-от VF-14, дають більш правдоподібні оцінки, ніж лише перевірка гостроти зору. У деяких розвинених країнах спостерігається тенденція до надмірного використання хірургії катаракти, що може призвести до невтішних наслідків.
Факоемульсифікація є найбільш поширеною операцією з видалення катаракти в розвинених країнах. У цьому разі застосовують ультразвукову енергію для емульгування кришталика. Факоемульсифікація зазвичай передбачає шість етапів:     
- Анестетик – Око знеболюють за допомогою ін’єкції субтенону навколо ока (див.: парабульбарна ін’єкція) або місцевих очних крапель для анестезії. Перше також забезпечує параліч очних м'язів.

- Розріз рогівки – Два надрізи робляться на краю прозорої рогівки, щоби можна було ввести інструменти в око.

- Капсулорексіс – Голка або невелика пара щипців застосовується для створення круглого отвору в капсулі, де міститься кришталик.
- Факоемульсифікація – Ручний ультразвуковий зонд використовується для розщеплення та емульгування кришталика на рідину за допомогою енергії ультразвукових хвиль. Отриману «емульсію» відсмоктують.
- Іригація та аспірація – Кортикальний шар, який є м’якою зовнішньою оболонкою катаракти, аспірують або відсмоктують. Видалену рідину постійно замінюють сольовим розчином, щоби запобігти руйнуванню структури передньої камери (передньої частини ока).
- Встановлення лінзи – Пластикова складана лінза вправляється в капсульний мішок, який раніше містив природну лінзу. Деякі хірурги також вводять антибіотик в око, аби зменшити ризик інфікування. Останнім кроком є впорскування солоної води в рани рогівки, щоби спричинити набряк і закрити розріз.